# Bolid

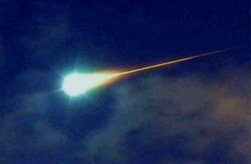
Bolid

Bolid (z řeckého βολις, bolis – střela) je název pro velice jasný meteor – světelný jev.
Ačkoliv Mezinárodní astronomická unie nemá pro tento termín oficiální definici, za bolid se považuje meteor jasnější než zhruba −3 magnitudy. Jindy se za bolid považuje meteor jasnější než Venuše (−4 magnitudy). V obecném významu se jako bolid označuje libovolný meteor, který vyvolá všeobecnou pozornost (tedy nejde jenom o jasnost, ale někdy i o délku apod.).
Bolid jasnější než −5 magnitud už osvítí zem. Jestliže je jasnější než −10 magnitud, osvítí vzdálené kopce a je možno vidět barvu některých předmětů na zemi. Při jasnosti −20 magnitud si člověk připadá jako za dne – celé okolí je osvíceno velice silně.
Bolid září proto, že vlivem velmi vysoké rychlosti a tření o vzduch v pozemské atmosféře se hmota tělesa silně zahřívá a intenzivně odpařuje, u velkých bolidů může následně dojít k jednomu i více výbuchům, které těleso obvykle rozdělí na více částí, tento jev bývá doprovázen jak tlakovou vlnou, tak i silným supersonickým třeskem.
Pokud těleso atmosféru Země opět opustí a vrátí se do kosmického prostoru, jedná se o tečný bolid.